# Euripersia amnicola
Euripersia amnicola är en insektsart som beskrevs av Borchsenius 1948. Euripersia amnicola ingår i släktet Euripersia och familjen ullsköldlöss. Inga underarter finns listade i Catalogue of Life.